# Eagle Lake and West Branch Railroad
(maine.gov)
La Eagle Lake and West Branch Railroad era una ferrovia forestale a scartamento ordinario costruita per trasferire la pasta di legno tra i bacini imbriferi dei boschi settentrionali del Maine. La ferrovia ha operato solo per pochi anni in un luogo tanto remoto che le locomotive a vapore non sono mai state demolite, rimaste esposte agli elementi nel sito della Eagle Lake Tramway. Il tracciato si trovava tra le contee di Penobscot e di Piscataquis.

## Storia

### Origini
Gli abeti delle foreste settentrionali del Maine (Maine North Woods) sono stati una fonte di pasta di legno per tutto il XX secolo. Gli alberi venivano tagliati in pezzi da 1,2 m e caricati su slitte trainate da animali da tiro o su dei trattori fino al fiume o al lago più vicino. Dei canali guida facevano galleggiare i tronchi di legno verso una cartiera a valle quando la neve e il ghiaccio si scioglievano. La pasta di legno raccolta nella parte superiore del fiume Allagash era destinata alla cartiera della Great Northern Paper Company sul West Branch Penobscot River a Millinocket. Il problema era portare la pasta di legno dall'Allagash, che scorre a nord, al fiume Penobscot, che scorre a est.

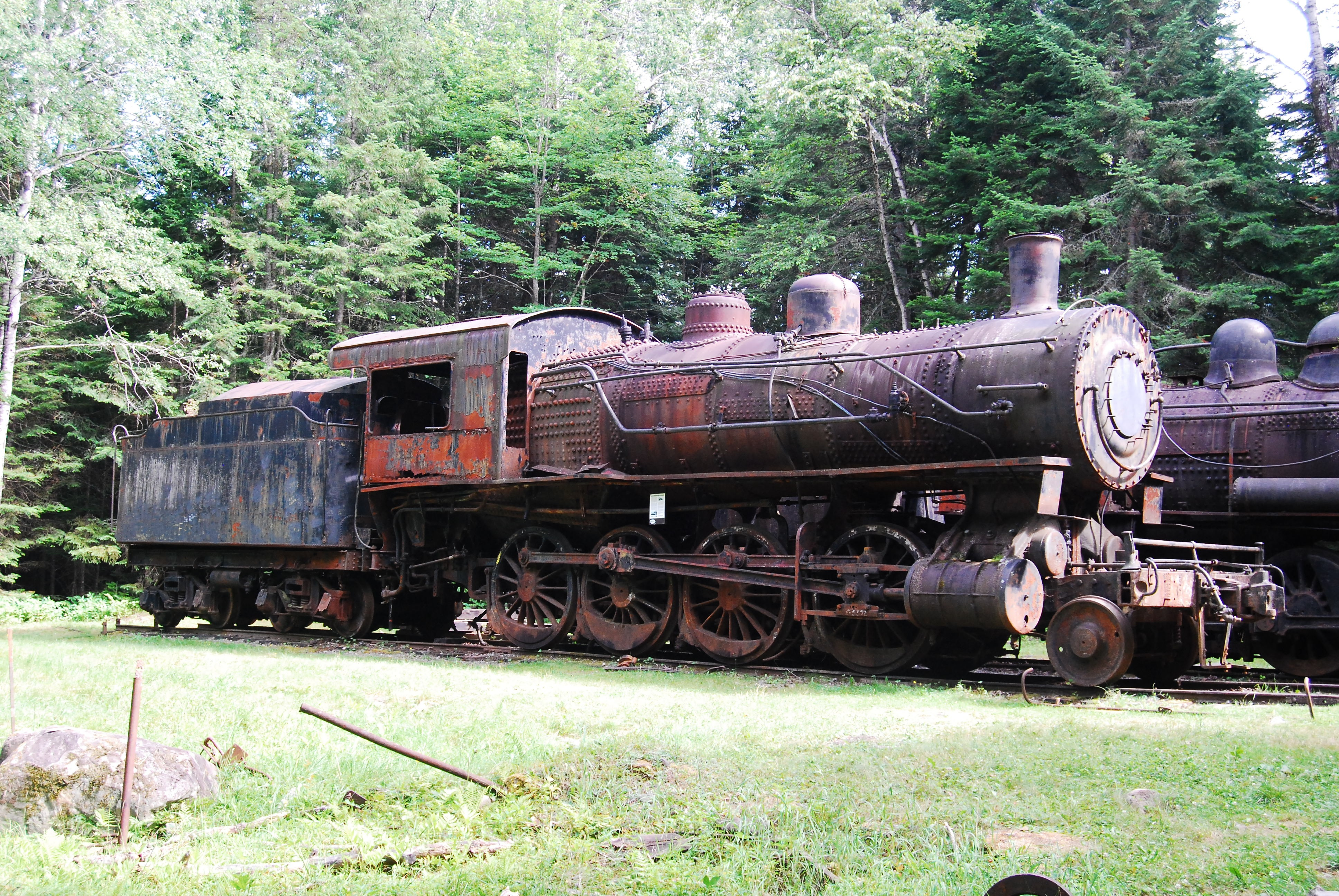
Eagle Lake e West Branch Railroad Consolidation locomotiva n. 2, abbandonata nei Maine North Woods.

Data l'insufficienza della precedente tranvia costruita a fine 1901, durante l'inverno del 1926-27, la Madawaska Company di Édouard Lacroix utilizzò le trattrici per il trasporto dei tronchi per spostare pesanti attrezzature ferroviarie via terra da Lac-Frontière, in provincia di Québec, al deposito di Churchill e da lì verso i laghi ghiacciati di Churchill Lake ed Eagle Lake. Gli oggetti del trasporto erano due locomotive a vapore, due locomotive da manovra a benzina Plymouth, l'armamento per i binari e sessanta carri merci per il trasporto di pasta di legno. Vennero costruiti tre nastri trasportatori con motori diesel per sollevare i tronchi da Eagle Lake ad un'altezza di 7,6 m su una distanza di 68 m. Ogni nastro poteva riempire un veicolo in 18 minuti.
Lacroix completò la Umbazooksus e Eagle Lake Railroad, nome originario della linea, fino a un pontile per lo scarico della pasta all'estremità nord del lago Umbazooksus. La ferrovia di Lacroix comprendeva un pontile lungo 460 m attraverso l'estremità nord del lago Chamberlain. La Great Northern Paper Company assunse poi la gestione della linea, ribattezzandola Eagle Lake and West Branch Railroad e il 1º giugno 1927 venne percorsa dal primo treno in servizio regolare.
I rifornimenti per far funzionare la ferrovia arrivarono dalla direzione opposta. Le consegne del sistema ferroviario nazionale a Greenville, nel Maine, vennero trasportate per oltre 45 miglia di strada, e poi attraverso il lago Chesuncook sul battello a vapore a ruote laterali AB Smith. La Great Northern Paper Company costruì la Chesuncook and Chamberlain Lake Railroad dallo sbarco dei battelli a vapore all'estremità nord del lago Chesuncook lungo la sponda orientale del lago Umbazooksus fino al molo di scarico della pasta di legno. Entrambe le locomotive a vapore erano state convertite per bruciare petrolio, quindi i fusti di prodotti petroliferi per alimentare i motori dei nastri, le locomotive da manovra e a vapore divennero un'importante merce di trasporto sul lago Chesuncook.

### Declino e chiusura

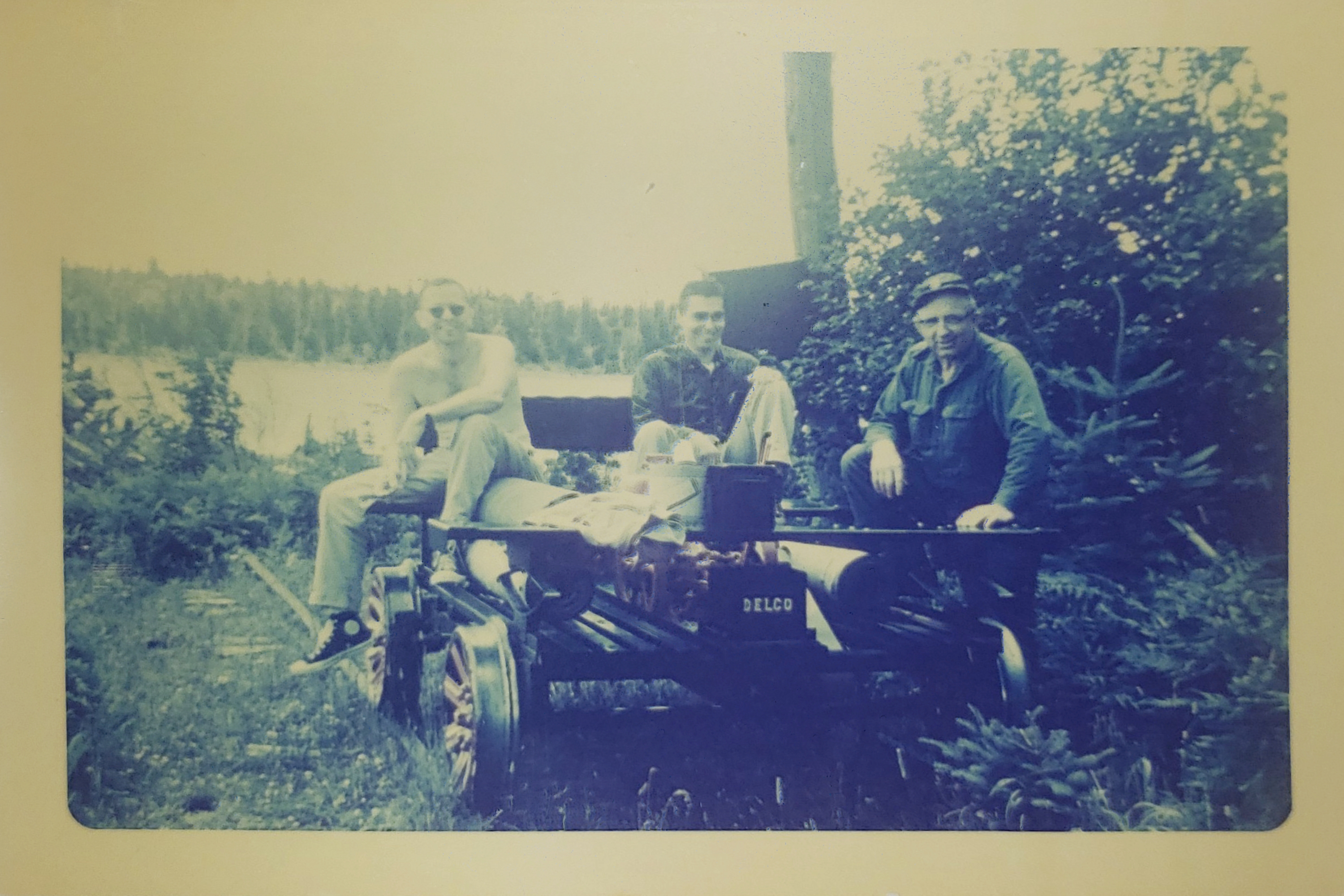
Le guide del Maine nell'agosto del 1961, dove in origine era il ponte sull'Allagash

La domanda di carta diminuì durante la grande depressione fino a quando il trasferimento non cessò nel 1933 dopo che la ferrovia aveva trasportato quasi un milione di cordoni. Le locomotive Plymouth vennero reimpiegate altrove mentre le vaporiere aspettavano nella rimessa in legno a Eagle Lake in attesa di migliori condizioni economiche. Tuttavia la Great Northern trovò il trasporto su gomma più conveniente rispetto al ripristino della linea quando l'attività ritornò a regime dopo la seconda guerra mondiale.
Il pontile successivamente crollò nel lago Chamberlain, ma i dipendenti del Maine Forest Service continuarono a utilizzare una draisina sui circa 3 km (2 miglia) di binari tra Eagle Lake e Chamberlain Lake.
La rimessa divenne una popolare destinazione per le motoslitte negli anni '60; di conseguenza componenti come manometri, campane, fari e targhe iniziarono a scomparire dalle locomotive finché la cabina di legno della locomotiva n. 1 venne distrutta nell'incendio del 1969 che coinvolse l'intera rimessa. I rivestimenti della caldaia e quelli in amianto vennero rimossi nel 1995, lasciando delle locomotive il solo guscio esterno, come uno dei ricordi unici della rivoluzione industriale nel Maine North Woods.

## Caratteristiche
| Unknown route-map component "exnENDEa" | Unknown route-map component "exKDSTa" |  |

| Unknown route-map component "exnENDEe" | Unknown route-map component "exhKRZWae" |  |

| Unknown route-map component "exENDEaq" | Unknown route-map component "exKRWr+r" |  |

| Unknown route-map component "exBST" |

| Unknown route-map component "exSTRo" |

| Unknown route-map component "exENDEaq" | Unknown route-map component "exABZg+r" |  |

| Unknown route-map component "exENDEe" |

La linea era isolata da altre reti, a scartamento ordinario non elettrificata. Aveva origine nei pressi della precedente tranvia sull'Eagle Lake, qui vi si trovava la rimessa locomotive – non più esistente – che ospitava le due vaporiere e due binari dedicati allo stazionamento dei veicoli; da qui si addentrava nei boschi del Maine, attraversando dopo circa 2 miglia (3,218 km) il torrente Allagash con un imponente ponte in legno, costeggiare il lago Chamberlain per poi riaddentrarsi nell'entroterra fino al lago Umbazooksus dove, dopo un regresso su un pontile, lo costeggiava fino ad arrivare al tratto finale sulle Umbazooksus Meadows, dov'era presente un'asta di manovra. I treni avrebbero effettuato l'incrocio su un binario intermedio posto dopo il ponte sull'Allagash.

## Traffico
Le operazioni di routine prevedevano due treni che spostavano dieci o dodici carri carichi di pasta a sud da Eagle Lake a Umbazooksus Lake, e i carri vuoti verso nord in un viaggio di andata e ritorno della durata di circa 3 ore. Due locomotive Plymouth si occupavano della manovra delle colonne, una a Eagle Lake per quella carica e l'altra per quella scarica a Umbazooksus Lake.
Il binario interno del molo di scarico era lungo 180 m e 15 cm più alto del binario sul lago per accelerare lo scarico. La corteccia man mano si staccava dai tronchi e si accumulava nel canale, la locomotiva da manovra trascinava periodicamente un rastrello adiacente al molo per mantenere l'acqua abbastanza profonda da far galleggiare i tronchi di pasta di legno diretti alle cartiere. Le normali operazioni trasferivano 6 500 cordoni di pasta di legno alla settimana, consentendo alla Great Northern Paper Company di produrre circa un quinto della produzione annuale di carta degli Stati Uniti.

## Materiale rotabile
| N/S | Costruttore                  | Data di costruzione | N/S (Works) | Rodiggio | Massa reale | Note |
| --- | ---------------------------- | ------------------- | ----------- | -------- | ----------- | --- |
| 1   | Schenectady Locomotive Works | 1897                | 4552        | 4-6-0    | 100 t       | Ex New York Central Railroad (NYC) #63 classe F53 costruita come Chicago Junction Railway #109, divenne Indiana Harbour Belt Railroad n. 109 nel 1907, in seguito n. 115 |
| 2   | Brooks Locomotive Works      | 1901                | 4062        | 2-8-0    | 100 t       | Ex NYC #26 classe G43a costruita come Lake Shore e Michigan Southern Railway #780, poi #5780                                                                             |

Ogni carro era lungo 9,7 m ad alte sponde e con doghe per contenere 12 cordoni di pasta di legno. Il pavimento di ogni carro era inclinato di 30 cm dal lato di scarico; e il lato a doghe del veicolo era incernierato nella parte superiore per aprirsi quando i chiavistelli venivano aperti in modo che la pasta potesse scivolare fuori nel lago Umbazooksus.

### Fonti
1. 1 2 3 4 5 6 7 8  West Branch Railroad (maine.gov).
2. ↑  The Eagle Lake Tramway (maine.gov).
3. 1 2 3 4  Moosehead Historical Society.
4. 1 2  Symonds.
5. 1 2 3  (EN) Pike, Robert E., Tall Trees, Tough Men, W. W. Norton & Company, 1999,  p. 164, ISBN 0393319172.
6. 1 2  (EN) Rice, Douglas M., Log and Lumber Railroads of New England, 3ª ed., The 470 Railroad Club, 1982,  p. 2.
7. ↑  (EN) Smith, Dwight A., Northern Rails, 1967,  p. 15.
8. ↑  (EN) Erickson, Anne R., Snowmobile Rendezvous, in Down East,  pp. 64-65.
9. 1 2  (EN) Smith, Charles M., The Locomotives at Chamberlain Lake, The 470 Club Newsletter, agosto 1978,  p. 11.
10. ↑  Symonds (13 miglia convertite in km).

### Fonti a stampa
- (EN) Blodgett, Emerson F., The Pulp Wood Express, The Northern Logger, novembre 1927.
- (EN) MacGregor, Roy A., Another Advance Step in Woods Transportation, The Northern Logger, novembre 1926,  pp. 3-9.
- (EN) Shaughnessy, Jim, Ghost Train in the Maine Woods, The Northern Logger,  pp. 40-79.
- (EN) Shaughnessy, Jim, Mystery in Maine: The Story of a Lost Railway, n. 196, Canadian Rail, febbraio 1967.
- (EN) Dan Tobyne, Paddling the Northern Forest Canoe Trail, su google.it, maggio 2021. URL consultato l'11 agosto 2021.

### Fonti web
- (EN) Richard N. Symonds, Jr., Eagle Lake & West Branch Railroad, su eaglelakeandwestbranchrailroad.info, 16 febbraio 2012. URL consultato il 10 agosto 2021.
- (EN) The Eagle Lake & West Branch Railroad, su maine.gov. URL consultato il 10 agosto 2021.
- (EN) The Eagle Lake Tramway, su maine.gov. URL consultato il 10 agosto 2021.
- (EN) The Moosehead Historical Society & Museums, Odyssey of the Eagle Lake Tramway, su mooseheadhistory.org, 13 novembre 2018. URL consultato il 10 agosto 2021.